# Koga (Fukuoka)
Koga (Japans: 古賀市, Koga-shi) is een stad in de prefectuur Fukuoka, Japan. Koga bevindt zich ten noordoosten van de stad Fukuoka.
Op 1 juni 2010 had de stad 57.870 inwoners en een bevolkingsdichtheid van 1370 inw./km². De oppervlakte van de stad bedraagt 42,11 km².
De stad werd gesticht op 1 oktober 1997.